# Оганесов, Николай Сергеевич
Николай Сергеевич Оганесов (5 февраля 1947 году, г. Ростов-на-Дону — 8 ноября 2018 году, г. Ростов-на-Дону) — русский советский писатель, автор детективов, сценариев, член союза писателей СССР.

## Биография
Николай Сергеевич Оганесов родился в Ростове-на-Дону в семье юриста (его отец - один из первых послевоенных руководителей Президиума Калининградской областной коллегии адвокатов). Трудовую деятельность Николай Оганесов начал в 1964 году фрезеровщиком. С 1967 года служил судебным секретарём трибунала Северо-Кавказского военного округа и одновременно учился на юридическом факультете Ростовского университета, который окончил в 1972 году. Служил в Советской армии.
В 1972 году начал публиковаться. В 1974 — 1989 годах работал юрисконсультом в НИИ тяжёлого машиностроения, одновременно активно публиковался в региональных и столичных издательствах, в журнале «Смена». С 1989 года работал заведующим отделом журнала «Дон», а с 1995 года редактором частного издательства.
Член Союза писателей СССР с 1983 года. С 1991 - член Союза журналистов СССР.
Произведения Николая Оганесова переведены и изданы на чешском (1984, 1987, 1988), китайском (1989), литовском (1990) языках.  Н. Оганесов является автором сценария телевизионного художественного фильма «Мальчик на качелях» (2 серии, Лен. телевидение, 1985 г.); соавтором сценариев художественных фильмов «Убить Шакала» (киностудия А. Довженко, 1991 г.) и «Стамбульский транзит» (киностудия А. Довженко, 1993 г.). 
Им созданы:
либретто оперетты «Орфей в аду» на муз. Ж. Оффенбаха (премьера в Ростовском государственном музыкальном театре (РГМТ), сентябрь 2003 г.); либретто балета «Ромео и Джульетта»  на музыку С. Прокофьева (премьера в РГМТ, февраль 2006 г.); либретто балета «Гамлет» на музыку Д. Шостаковича (премьера в РГМТ, май 2008 г.); либретто балета «Драма на охоте» на музыку П. Чайковского (премьера в РГМТ, июнь 2010 г.); либретто балета «Корсар» на музыку А. Адана (премьера в РГМТ, июнь 2011 г. ).
С 2006 года под литературным псевдонимом Николай Восенаго пишет и публикует в Интернете стихи. На ресурсе «Стихи.ру» открыта страница с его произведениями. В 2010 году вышел поэтический сборник «Эбонитовый заяц».
В 2017 году в издательстве Аркол (г.Ростов-на-Дону) вышла книга избранных произведений "Закат волшебника" в 2-х томах.
Николай Оганесов дважды, в 1980 и 1984 гг, удостаивался литературной премии журнала «Смена», в 1984 году награждён Почётной грамотой ЦК ВЛКСМ за большую работу по коммунистическому воспитанию молодёжи, в 2006 году награждён Почетной грамотой Министерства культуры России. 
Умер из-за продолжительной болезни 8 ноября 2018 года.

## Произведения
- Лицо в кадре: Повесть. Ростов н/Д. 1978
- Двое из прошлого. М., альманах "Подвиг", 1983
- Hon na lisku, изд. Lidove nakladatelstvi, 1984
- Мальчик на качелях. Ростов н/Д. 1987
- Мальчик на качелях: Повесть. Ростов н/Д. 1981; 1995
- Играем в "Спринт". М., "изд. "Молодая гвардия", 1986
- Zahada stareho sejfu, изд. Nase voisko, Praha,1987
- Hra na slepou babu, изд. Lidove nakladatelstvi, 1988
- Визит после полуночи. Ростов н/Д. 1989 (экранизация: Убить «Шакала»)
- Играем в "Спринт". М., альманах "Подвиг", 1989
- Играем в «Спринт»; Визит после полуночи: Повести. Ростов н/Д. 1989
- Опознание; Лицо в кадре: [Повести]. Ростов н/Д. 1990
- Мальчик на качелях. М., альманах "Подвиг, 1991
- Именем закона. М., изд. "Советский писатель", 1991
- Двое из прошлого; Лицо в кадре; Опознание. М., 1994
- Доктор по имени Смерть. М., изд. "Квадрат", 1994. ISBN 5-8498-0086-7
- Избранное. М., изд. "Святоч", 1994
- Смертник: [Повести]; М., изд. "Эксмо", 1994
- Избранное в 2 томах. М., изд. "Гранд", 1994
- «Спринт» ценой в жизнь: [Роман, повести]. М., изд. "Эксмо", 1995
- Мальчик на качелях. Ростов н/Д, изд. "Книга", 1995
- Мистификатор. Роман. Ростов н/Д, изд. "Проф-пресс", 1997
- Избранное, серия "Лучший российский детектив", М., изд. "Рипол-классик", 2003
- Эбонитовый заяц, Ростов н/Д. 2010.
- Закат волшебника. Ростов н/Д, изд. Аркол. 2017.

## Драматургия
- Сценарий телевизионного художественного фильма «Мальчик на качелях» (2 серии). – Ленинградское телевидение, 1985.
- Сценарий художественного фильма «Убить Шакала». – Киев: киностудия им. А.Довженко, 1991.
- Сценарий художественного фильма «Стамбульский транзит». – Киев: киностудия им. А.Довженко, 1993.
- Либретто оперетты «Орфей в аду» на музыку Ж. Оффенбаха. – Ростов-н/Д: премьера в РГМТ, сентябрь 2003.
- Либретто балета по трагедии В. Шекспира «Ромео и Джульетта» на музыку С. Прокофьева. – Ростов-н/Д: премьера в РГМТ, февраль 2006.
- Либретто балета по трагедии В. Шекспира «Гамлет» на музыку Д. Шостаковича. – Ростов-н/Д: премьера в РГМТ, май 2008.
- Либретто балета по повести А. П. Чехова «Драма на охоте» на музыку П. Чайковского. – Ростов-н/Д: премьера в РГМТ, июнь 2010[1].
- Либретто балета "Корсар" на музыку А. Адана. – Ростов-н/Д: премьера в РГМТ, июнь 2011.